# Шепард, Куинн
Куинн Шепард (англ. Quinn Shephard; род. 28 февраля 1995) — американская актриса и режиссёр.

## Карьера
Дебютировала в 2001 году в пятилетнем возрасте в фильме «Спасти Хэррисона» (англ. Harrison's Flowers). В 2006 появилась в фильме «Дети без присмотра» и вместе с остальными актёрами была номинирована на премию «Young Artist Award».
С 2014 по 2015 снималась в одной из главных ролей в сериале «Заложники», который был закрыт после одного сезона.
В 2017 вышел дебютный фильм Шепард в качестве режиссёра — подростковая драма «Вина», в которой она также сыграла главную роль и исполняла обязанности сценариста и продюсера. Фильм получил смешанные, но в целом неплохие отзывы от критиков и зрителей.
В 2018 исполнила второстепенные роли в фильмах «Неправильное воспитание Кэмерон Пост» и «Полночное солнце».

## Личная жизнь
С 2015 года состоит в отношениях с актрисой Надей Александр.

## Фильмография
| Год       |   | Русское название                     | Оригинальное название                    | Роль                        |
| --------- | - | ------------------------------------ | ---------------------------------------- | --------------------------- |
| 2001      | ф | Спасти Хэррисона                     | Harrison's Flowers                       | Марго Ллойд                 |
| 2006      | ф | Дети без присмотра                   | Unaccompanied Minors                     | Донна Мэлоун                |
| 2008      | ф | Убийство школьного президента        | Assassination of a High School President | ученица с повязкой на глазу |
| 2011      | с | Закон и порядок: Специальный корпус  | Law & Order: Special Victims Unit        | Эмма Батлер                 |
| 2012      | с | Сделано в Джерси                     | Made in Jersey                           | Кейт Гарретти               |
| 2013—2014 | с | Заложники                            | Hostages                                 | Морган Сандерс              |
| 2014      | с | Чёрный список                        | The Blacklist                            | Эбби Фишер                  |
| 2014      | с | Верь                                 | Believe                                  | Саша Феррел                 |
| 2014—2015 | с | В поле зрения                        | Person of Interest                       | Клэр Махоуни                |
| 2016      | ф | Милая одинокая девушка               | Sweet, Sweet Lonely Girl                 | Бет                         |
| 2017      | ф | Вина                                 | Blame                                    | Эбигейл Грей                |
| 2018      | ф | Неправильное воспитание Кэмерон Пост | The Miseducation of Cameron Post         | Коли Тейлор                 |
| 2018      | ф | Полночное солнце                     | Midnight Sun                             | Морган                      |
| 2018      | с | Бог меня зафрендил                   | God Friended Me                          | Рэйчел Блэйк                |
| 2018      | с | Булл                                 | Bull                                     | Талли Норт                  |